# Theuville, Eure-et-Loir
Theuville är en kommun i departementet Eure-et-Loir i regionen Centre-Val de Loire strax norr om centrala Frankrike. Kommunen ligger i kantonen Voves som tillhör arrondissementet Chartres. År 2016 hade Theuville 731 invånare.

## Befolkningsutveckling
Antalet invånare i kommunen Theuville
Referens:INSEE